# Michael Bloomberg
Pour les articles homonymes, voir Bloomberg.
Michael Rubens Bloomberg /ˈmaɪkəl ˈblumbɝɡ/, né le 14 février 1942 à Boston, est un homme d'affaires et homme politique américain. Il est maire de la ville de New York (républicain puis indépendant) du 1er janvier 2002 au 31 décembre 2013, date à laquelle Bill de Blasio lui succède.
Selon le magazine Forbes, sa fortune est estimée à 105 milliards de dollars US en 2025, ce qui fait de lui la douzième personne la plus riche au monde.
Il se présente aux primaires démocrates pour l'élection présidentielle de 2020 mais suspend sa campagne après le « Super mardi », n'ayant pas obtenu les résultats qu'il espérait malgré un investissement de 935 millions de dollars.

## Biographie

### Origines et études
Michael Rubens Bloomberg naît le 14 février 1942 à Brighton (Boston), quartier de Boston, Massachusetts, dans une famille juive ashkénaze originaire de Biélorussie. Il grandit principalement à Medford, dans la banlieue de Boston. Diplômé en génie électrique de l'université Johns-Hopkins en 1964, Bloomberg est titulaire d'un MBA (Master en direction d'entreprise) de l'université Harvard. Pendant ses années d'étude, il a fait partie de la fraternité Phi Kappa Psi.

### Homme d'affaires
Il est le fondateur de Bloomberg LP, une société de services et d'informations financières. Il a vendu les financial-information terminals aux firmes du quartier boursier new-yorkais de Wall Street. Sa compagnie possède un réseau de radios dont la principale est « 1130 WBBR-AM » (fréquence de New York). Avant de fonder sa compagnie, il était associé dans la banque d'affaires Salomon Brothers, où il dirigeait les services de courtage d'actions et, plus tard, le développement des systèmes.

### Maire de New York

#### Élection
En 2001, il se présente pour le Parti républicain à l'élection du maire de New York. Ancien démocrate, il a choisi le Parti républicain pour éviter de passer par les élections primaires démocrates. Il dépense 70 millions de dollars de son argent personnel lors de la campagne et remporte l'élection en novembre 2001 avec 50 % des voix contre 48 % au démocrate Mark Green et succède ainsi au républicain Rudolph Giuliani en janvier 2002.

#### Premier mandat (2002-2006)

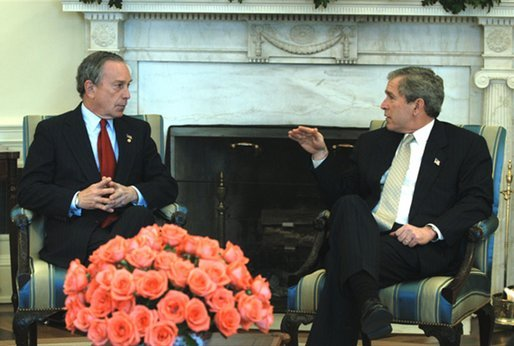
Michael Bloomberg avec George W. Bush à la Maison-Blanche en 2003.

Dans sa gestion municipale, il se montre conservateur dans le domaine fiscal et économique et libéral sur les questions de société comme le contrôle des armes à feu, le mariage homosexuel et sur l'environnement. Cependant, il n'hésite pas à contrer l'opinion des médecins qui recommandent l'abolition pour cause de danger pour la santé d'une pratique de circoncision rituelle pratiquée par les juifs hassidiques.
Son salaire est d'un dollar symbolique par an.
Il restreint le droit de fumer dans certains lieux publics dans la ville de New York ; cette restriction étant signalée par l'applique du drapeau de la ville.
Il doit aussi faire face aux conséquences de la destruction du World Trade Center lors des attentats du 11 septembre 2001 : depuis la reconstruction sur le site jusqu'à la gestion des manifestations contre la guerre en Irak dans la ville qui accueille le siège de l'Organisation des Nations unies.
En 2004, il organise la venue à New York de la convention nationale républicaine en vue de l'élection présidentielle et fait campagne pour la réélection de George W. Bush.

#### Deuxième mandat (2006-2010)
En 2005, il se présente pour un nouveau mandat de maire. Soutenu par le New York Times, journal de référence de la gauche américaine, et par plusieurs élus démocrates locaux, Bloomberg dépense près de 50 millions de dollars (de sa seule poche) alors qu'il est ultra favori des sondages tandis que son rival démocrate, Fernando Ferrer, un ancien élu municipal du Bronx, n'a engrangé que 4,47 millions de dollars de dons (provenant de 4 635 donateurs) et n'a obtenu qu'un discours de soutien de deux minutes et quinze secondes de Bill Clinton[réf. nécessaire]. Le 8 novembre 2005, Michael Bloomberg est réélu pour un second mandat de quatre ans à la tête de la mairie avec 59 % des voix contre 41 % à Fernando Ferrer.
Cette victoire dans une ville qui vote régulièrement démocrate lors des consultations nationales constitue alors le quatrième échec consécutif de ce camp à réinstaller l'un des siens à la mairie.
Au printemps 2007, Michael Bloomberg a promis une réduction de 30 % des émissions de dioxyde de carbone d'ici à 2030 dans sa ville. Il a décidé de mettre en œuvre une politique de rénovation énergétique des gratte-ciel, de plantation d'un million d'arbres et d'instauration d'un péage pour les véhicules pénétrant dans Manhattan.
En juin 2007, il rend sa carte du parti républicain et se déclare indépendant des deux grands partis américains. Il est alors la 20e fortune du monde avec 22 milliards de dollars.

#### Troisième mandat (2010-2013)
Le 3 novembre 2009, il est réélu pour un troisième mandat avec un score moindre qu'auparavant, obtenant 51 % des voix, contre 46 % pour son rival démocrate Bill Thompson.
Une semaine avant l'élection présidentielle de novembre 2012, Michael Bloomberg appelle à voter pour Barack Obama, le candidat démocrate.
Il porte à son crédit durant ses mandats la législation sur les armes à feu, la création d’écoles à charte et l'interdiction de fumer dans les lieux publics. Parmi ses revers, les observateurs notent le retoquage par la justice de sa mesure visant à interdire la vente de boissons gazeuses dans les fast-food à l'intérieur de contenants d'un litre. Il n'abandonne pas la politique pour autant, continuant à user de son super PAC « Independance USA », qui sert à financer les campagnes politiques dans le pays, en particulier de candidats favorables au contrôle des armes et à la réforme de l'éducation.
Ne pouvant se représenter pour un quatrième mandat, il soutient alors Christine Quinn, la candidate présentée comme favorite dans le camp démocrate, avant d'être distancée par Bill de Blasio qui est finalement élu à la succession de Bloomberg le 5 novembre 2013.
Selon le New-York Times, au cours de ses trois mandats, Michael Bloomberg a investi près de 268 millions de dollars au cours de ses trois campagnes électorales successives. Michael Bloomberg a fait don de près de 263 autres millions à des associations new-yorkaises.

### Période 2013-2020

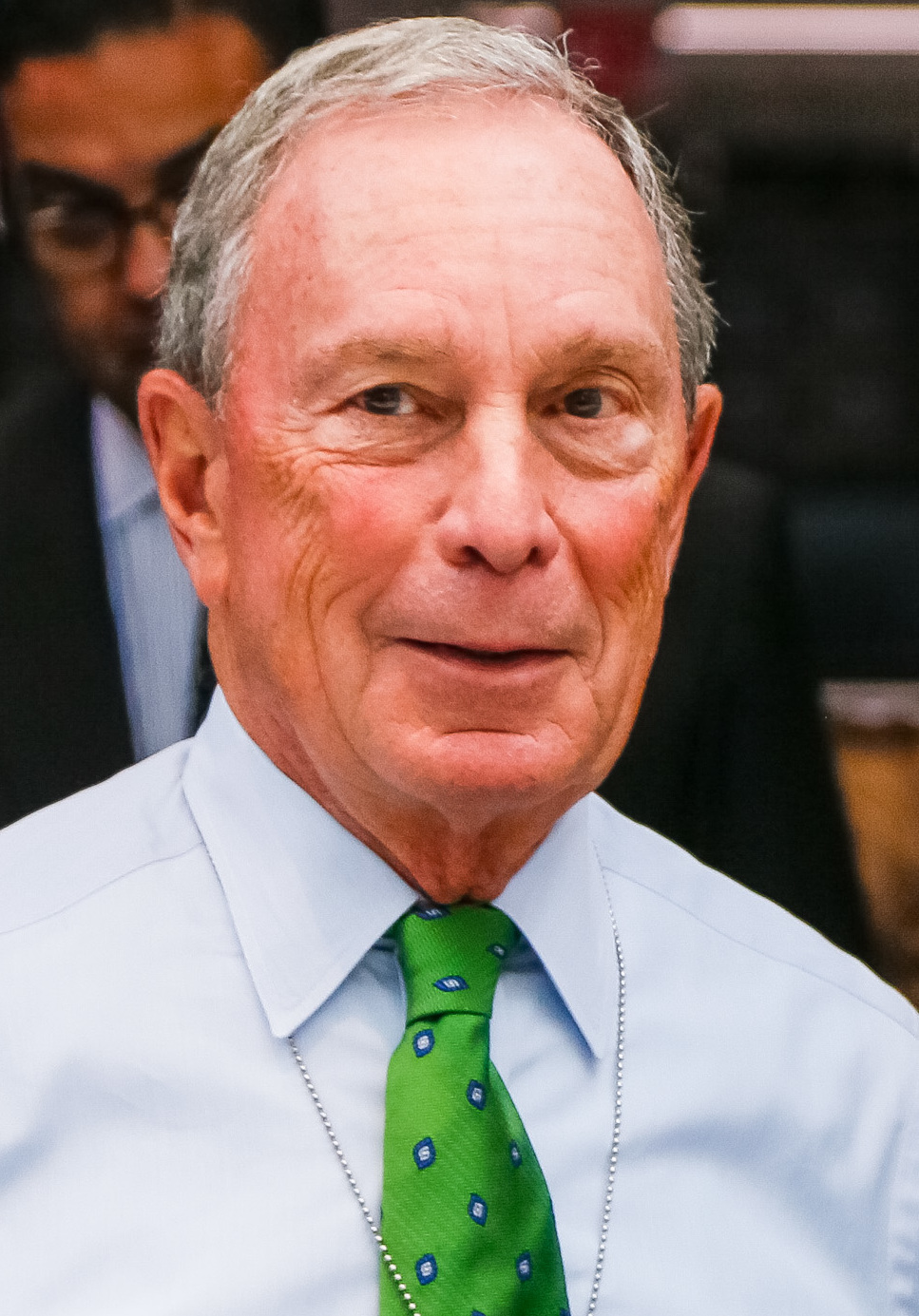
Mike Bloomberg en 2016.

Il est envoyé spécial de l'ONU sur les villes et les climats.
Critique à l'égard du candidat républicain Donald Trump, il renonce le 7 mars 2016 à se présenter à l'élection présidentielle de 2016 comme indépendant puis soutient la candidate démocrate Hillary Clinton.
Il soutient Emmanuel Macron à l'élection présidentielle française de 2017.
Il s'investit dans les élections de mi-mandat de 2018, puisant 110 millions de dollars des caisses de son comité d'action politique Independance USA pour soutenir financièrement 24 candidats démocrates à la Chambre des représentants. 21 sont élus, ce qui contribue à faire basculer la Chambre dans le camp démocrate.

### Élection présidentielle de 2020
En mars 2019, il déclare qu'il ne sera pas candidat à l’investiture démocrate pour l'élection présidentielle de 2020, préférant s'engager dans la lutte contre le réchauffement climatique.
En raison des difficultés rencontrées par le favori, Joe Biden, il indique en octobre 2019 qu'il pourrait finalement être candidat. Il indique craindre les candidats démocrates plus progressistes et clivants, notamment Bernie Sanders et Elizabeth Warren. Le 8 novembre 2019, il dépose un dossier de candidature aux primaires démocrates de l'Alabama et du Michigan, ce qui alimente les spéculations sur son ambition présidentielle. Le 12 novembre, il se porte également candidat à la primaire démocrate de l'Arkansas, déclarant « Nous devons battre Trump. Il nous a trompés à chaque étape ». Le 15 novembre, il annonce investir plus de 100 millions de dollars de sa fortune personnelle pour lancer une campagne publicitaire en ligne contre le président américain.
Il annonce sa candidature aux primaires démocrates le 24 novembre 2019. Il reçoit les encouragements de Jeff Bezos, PDG d'Amazon et première fortune mondiale, qui avait déjà manifesté son hostilité aux candidatures d'Elizabeth Warren et de Bernie Sanders. Sa campagne est lancée avec la diffusion d'un très grand nombre de spots publicitaires. Le budget de cette première initiative initiale s’élève à 37 millions de dollars, dépensés en une seule semaine, soit la moitié des fonds collectés par son rival démocrate le mieux financé (Bernie Sanders) en huit mois.

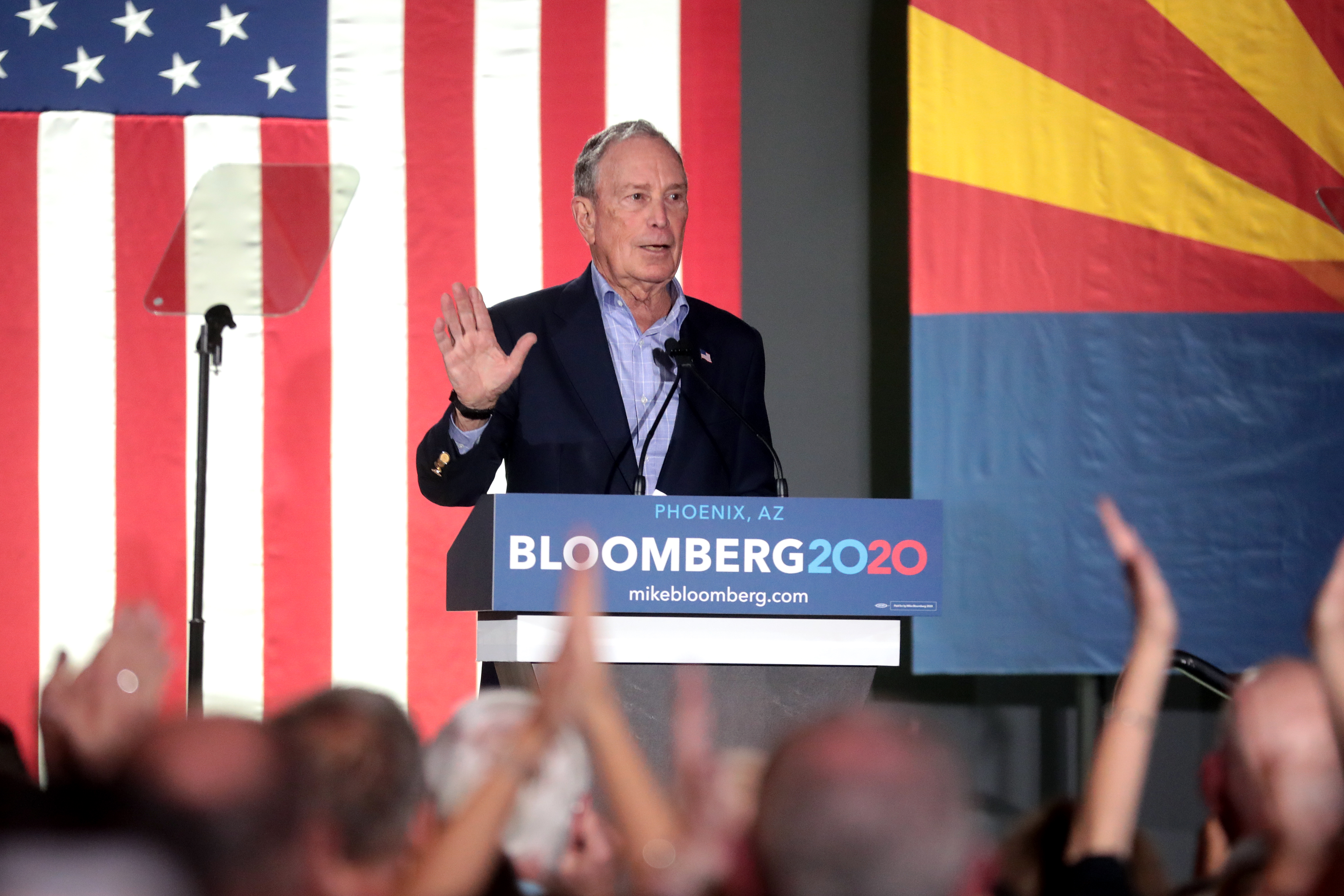
Michael Bloomberg en campagne à Phoenix (Arizona) en 2020.

Sa stratégie électorale pour gagner les primaires démocrates consiste à délaisser les premiers États qui organisent leurs scrutins en février (Iowa, New Hampshire, Nevada, Caroline du Sud) et concentrer ses efforts sur ceux qui se prononcent le 3 mars lors du Super mardi (Super Tuesday) afin de remporter un maximum de délégués nationaux. Cette stratégie paraît similaire à celle d'Al Gore en 1988 ou à celle de Rudy Giuliani en 2008 qui furent des échecs même s'ils n'avaient pas la fortune de Bloomberg. Lors du Super mardi, il gagne le caucus des Samoa américaines mais ne remporte aucun État malgré ses dépenses financières en campagnes publicitaires et en développement d’équipes de terrain. Cet échec l’amène à suspendre sa campagne dès le lendemain du Super mardi et à se rallier à Joe Biden, dont il partage le positionnement politique modéré.
Le 20 mars 2020, il annonce faire un don de 18 millions de dollars au Parti démocrate pour l'aider à battre Donald Trump lors de l'élection générale. En septembre 2020, il annonce offrir 100 millions de dollars afin de soutenir Joe Biden en Floride.

## Distinctions

### Prix et récompenses
- 2008 : Médaille d'or Richard A. Cook du The Hundred Year Association of New York[33]
- 2009 : Healthy Communities Leadership Award de la Fondation Robert Wood Johnson[34]
- 2009 : Prix Mary-Woodard Lasker pour le bien public de la Fondation Lasker[35]
- 2009 : Médaille Andrew Carnegie de Philanthropie[36]
- 2010 : Prix du Senateur John Heinz du Jefferson Awards for Public Service (en)
- 2010 : Prix Henry A. Kissinger (en) de l'American Academy in Berlin[37]
- 2011 : Prix Horatio Alger de la Horatio Alger Association (en)[38]
- 2014 : Prix Genesis, premier lauréat du prix, décerné par le Premier ministre d'Israël [39]

### Décorations
- Médaille présidentielle de la Liberté décoré par Joe Biden le 3 mai 2024.
- Chevalier commandeur d'honneur de l'ordre de l'Empire britannique en 2014. N'étant pas citoyen britannique, il ne peut pas porter le titre Sir, mais peut utiliser les post-nominaux KBE[40].

### Honneurs
- L'université Johns Hopkins School of Hygiene and Public Health, créée en 1916, est renommé Johns Hopkins Bloomberg School of Public Health (en) le 20 avril 2001, en l'honneur des dons répartis sur plusieurs décennies, d'une hauteur de 2.9 milliards de dollars en 2001.

### Doctoratshonoris causa
Il a obtenu plusieurs doctorats honoris causa :
- Université Yeshiva ( États-Unis) [41]
- Université George-Washington ( États-Unis) [42]
- Bard College en Humane Lettres ( États-Unis, 2007)[43]
- Université Tufts en Service public ( États-Unis, 21 mai 2007) [44]
- Université de Pennsylvanie en Droits ( États-Unis, 19 mai 2008) [45]
- Université Fordham ( États-Unis, 2009) [46]
- Université Harvard ( États-Unis, 2014)[47]
- Williams College en Droits ( États-Unis, 2014) [48]
- Université du Michigan ( États-Unis, 17 mars 2016) [49]
- Technion ( Israël, 23 mars 2016) [50]
- Université Villanova ( États-Unis, 22 mai 2017)[51]
- Université Washington de Saint-Louis en Droits ( États-Unis, mai 2019)[52]

## Apparitions
Il apparaît dans le dernier épisode de Larry et son nombril ; il interdit l'accès de New York au héros à cause d'une dispute avec Michael J. Fox. Il apparaît également dans l'ultime épisode de la série Gossip Girl.
Il apparaît comme maire de New York dans la série Law and Order (New York, police judiciaire).